# Mastixia eugenioides
Mastixia eugenioides là một loài thực vật có hoa trong họ Cornaceae. Loài này được K.M.Matthew miêu tả khoa học đầu tiên năm 1976.